# Рябчі
Рябчі (рос. Рябчи) — село в Дубровському районі Брянської області Російської Федерації.
Населення становить 479 осіб. Входить до складу муніципального утворення Рябчинське сільське поселення.

## Історія
Від 2005 року входить до складу муніципального утворення Рябчинське сільське поселення.

## Населення
| 2010 | 2013 |
| ---- | ---- |
| 543  | ↘479 |

## Народились
- Антонов Микита Фролович (1918—1999) — український радянський правознавець-криміналіст, суддя Верховного Суду УРСР.
- Антонов Павло Тихонович (1904—1980) — Герой Соціалістичної Праці.
- Баранов Іван Єгорович (1920—1945) — Герой Радянського Союзу.
- Федін Федір Денисович (1919—1944) — Герой Радянського Союзу.